# Нотелга
Нотелга — река в России, протекает по Вологодскому району Вологодской области и по границе с Ярославской областью. Исток реки образуется слиянием у нежилой деревни Павлово ручьёв Чёрного и Котел в (Вологодская область). Река течёт на юго-восток по лесной ненаселённой местности. В 7,8 км от устья, по левому берегу реки впадает река Янгосорка. Ниже устья Янгосорки граница областей проходит по реке — правый берег Ярославская, левый — Вологодская область. Устье реки находится в 12 км по правому берегу реки Сегжи, у деревни Леушкино, расположенной на левом, вологодском берегу.
Длина реки — 32 км, площадь водосборного бассейна — 169 км². Высота уровня воды в устье 118,2 м, на ручье Котел имеется отметка уровня 156,2 м. В Ярославской области на реке населённых пунктов нет.

## Данные водного реестра
По данным государственного водного реестра России относится к Верхневолжскому бассейновому округу, водохозяйственный участок реки — Рыбинское водохранилище до Рыбинского гидроузла и впадающие в него реки, без рек Молога, Суда и Шексна от истока до Шекснинского гидроузла, речной подбассейн реки — Реки бассейна Рыбинского водохранилища. Речной бассейн реки — (Верхняя) Волга до Куйбышевского водохранилища (без бассейна Оки).
Код объекта в государственном водном реестре — 08010200412110000009823.

## Топографическая карта
- Лист карты O-37-43 Владычное. Масштаб: 1 : 100 000. Состояние местности на 1982 год. Издание 1986 г.